# Eleonore Batthyány-Stratmann

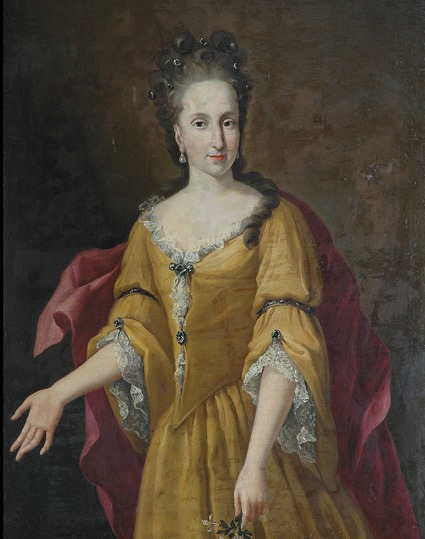
Eleonore Batthyány-Stratmann

Gräfin Eleonore Batthyány-Stratmann (* um den 29. Mai 1672 in der Pfalz; † 24. November 1741 in Wien) war eine Wiener Hofdame und enge Vertraute von Prinz Eugen von Savoyen.

## Leben
Eleonore von Stratmann war eine Tochter von Reichshofkanzler Graf Theodor Heinrich von Stratmann und dessen erster Ehefrau Mechtilde von Mollard (1640–1684), die er am 2. Juli 1661 in Utrecht geheiratet hatte.
Eleonore von Stratmann heiratete am 25. November 1692 Adam II. Batthyány. Die Güter ihres Vaters, der 1693 starb, wurden mit denen des Hauses Batthyány zusammengelegt. Das Ehepaar hatte zwei Kinder:
- Ludwig Ernst (1696–1765), ungarischer Hofkanzler und Palatin
- Karl Josef (1697–1772), General und Feldmarschall

Adam Batthyány starb am 26. August 1703 und Eleonore Batthyány-Stratmann übernahm die Vormundschaft der zwei Söhne.
Eleonore Batthyány-Stratmann avancierte in der Folgezeit zu einer der angesehensten Frauen bei Hofe. Sie vertrat die Reichsidee und engagierte sich für die Stärkung des römisch-deutschen Kaisertums (unter Habsburg). Eine Intrige der „Spanischen Partei“ gegen Prinz Eugen von Savoyen, der nach seinen Siegen 1718 beim Kaiser denunziert wurde, konnte sie mithilfe von Dokumenten aufdecken. Diese legte Eugen zu seiner Entlastung beim Kaiser vor und erhielt seine herausragende Position bei Hofe zurück. Danach blieb Eugen ihr den Rest seines Lebens (bis 1736) verbunden; selbst am Abend seines Todes besuchte er die „schöne Lori“, wie Batthyány-Stratmann in Wien genannt wurde.

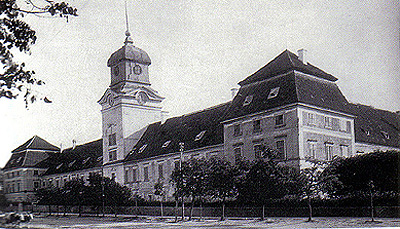
Schloss Rechnitz, Burgenland, damals Ungarn; 1945 zerstört

Wohnsitze der Gräfin waren Schloss Rechnitz und das Palais Batthyány in Wien, welches sie 1718 erwarb.
Eleonore starb am 24. November 1741 in Wien. Ihr Leichnam wurde nach Güssing gebracht, wo die Familie ab 1524 ihren Stammsitz hatte. Dort wurde sie in der Batthyány-Familiengruft bestattet.